# Luteranisme

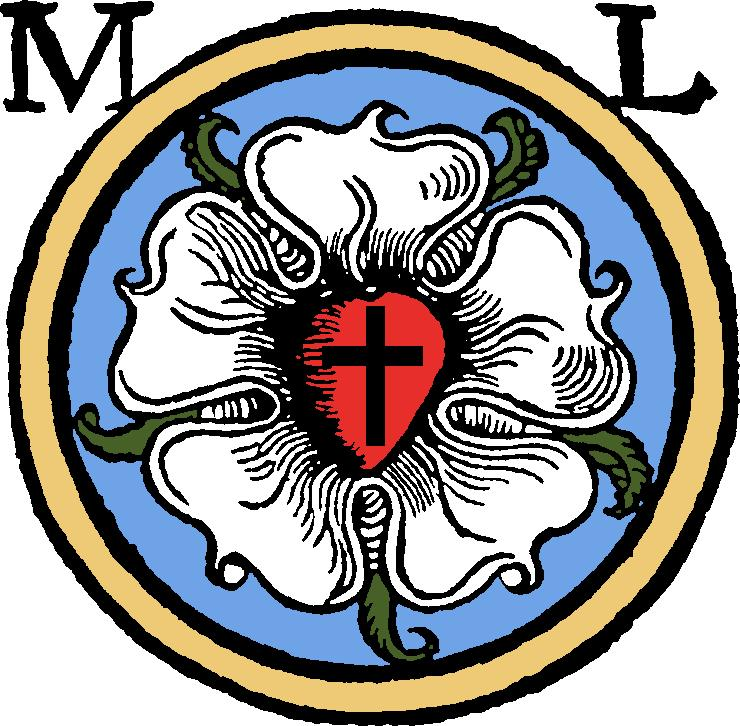
El segell de Luter

El luteranisme és una tendència imperial protestant cristiana basada en els ensenyaments i les doctrines establertes a l'Antic i el Nou Testament. Martí Luter va ésser un sacerdot catòlic que volia reformar les pràctiques i les doctrines desvirtuades i humanitzades que l'Església Catòlica duu a terme. Per això, es considera que el començament del luteranisme és el començament de la branca protestant del cristianisme.
El luteranisme, i per conseqüència de la Reforma Protestant, van començar el 31 d'octubre de 1517, quan el professor Martí Luter va clavar un escrit amb 95 tesis (declaracions) relacionades amb els dogmes i les pràctiques catòliques sobre la porta de l'Església de Tots els Sants. Això era una pràctica comuna per a convidar a altres professors als debats universitaris, al costat del castell de Wittenberg, Saxònia (Alemanya).
El luteranisme es basa en la doctrina exclusiva de la paraula de Déu, és a dir, la Santa Bíblia. Els pilars bàsics del Luteranisme són: la gràcia, la fe i la paraula.
- La gràcia: És l'actitud i predisposició de bondat i compassió de Déu, ensenyada a l'home pecador que no pot salvar-se per si mateix.
- La fe: És l'acceptació de Jesucrist, per part del pecador penedit, com a únic Salvador. La fe salvadora és aquella que creu i fa seu allò que Crist va obtenir per nosaltres i el que ens ha promès. La fe és dipositar la confiança en el perdó dels pecats i la salvació, únicament en Jesucrist. La fe no és un acte o mèrit humà, és obra de l'Esperit Sant. La salvació sense fe és impossible.[2]
- La paraula: Els Luterans ensenyen que, en tots els seus termes, la Bíblia és la paraula de Déu. Tots els fets escrits que conté són veritablement certs. La Bíblia s'interpreta així mateix. És l'única font d'ensenyances i normes de conducta de l'Església. El missatge principal és la salvació per la fe en Jesucrist, per la qual cosa ha de ser diligentment escoltada i estudiada.[3]

Quant als sagraments, se celebra el baptisme, i el Sant Sopar (Comunió). En el Sant Sopar, el cos i la sang de Jesucrist són presents (no simbòlicament) mitjançant la fe. Dintre de l'estructura eclesial, no hi ha jerarquies. Les congregacions (esglésies luteranes locals) s'autoadministren econòmicament. Tots els membres són tractats amb el mateix nivell de respecte. En contrast amb les doctrines catòliques, els luterans neguen les indulgències, el purgatori, la intervenció dels sants i la validesa de les oracions per als difunts, entre d'altres.
Martí Luter (1483-1546) va ser un teòleg i reformador alemany. El 1505, preocupat per la seua salvació, va entrar a l'orde dels agustins, on va ser ordenat sacerdot el 1507. A la Universitat de Wittemberg es va dedicar a l'estudi de les Sagrades Escriptures entre els anys 1508 i 1510, quan va partir cap a Roma. Els abusos i defectes de la Cúria el van influir. Va interpretar el text de sant Pau «sereu salvats per la gràcia i per la fe» de manera que les bones obres no serveixen per a res, sinó que només justifiquen la fe en Crist. Va reaccionar contra les indulgències que es feien a Alemanya per recollir fons per a la construcció de la basílica de sant Pere i va manar posar el 1517 les seues 95 tesis en llatí a les portes de la catedral de Wittemberg. No volia provocar un cisma, sinó lluitar contra els abusos i els errors. Invitat a retractar-se per la butlla Exurge, la va cremar a la plaça de Wittemberg, i va ser condemnat pel papa. Des d'aleshores va publicar els seus escrits bàsics que van servir de fonament de l'Església reformada: exhorta el poble alemany a fer-se conscient per a salvar l'Església i la pàtria, a oposar-se al poder papal, a l'exclusivitat de la interpretació de la sagrada escriptura per part del clergat, al dret del papa de convocar un Concili universal; exigeix la reforma de la Cúria Pontifícia, la supressió del celibat dels capellans i no admet més sagraments que el bateig i la comunió. No admet la transsubstanciació, sinó la impanació. El 1521 va rebre la butlla papal d'excomunicació definitiva i, per no retractar-se, es va recloure al castell de Wartburg, on va començar la traducció de la Bíblia, que va acabar el 1534.
El 1522 va introduir reformes al culte de la nova Església. El 1525 va trencar amb l'humanisme d'Erasme de Rotterdam i va combatre els moviments anabaptistes. Es va casar amb l'exmonja Caterina Bora. Als anys següents es va dedicar a l'organització de la litúrgia de la seua Església i va resumir la seua doctrina en dos catecismes, els Articles d'Esmalcalda i la Confessió d'Augsburg. Roma encara va intentar que es retractés, però ell va contestar amb virulentes diatribes contra el papat.
L'església catòlica va contraatacar amb el Concili de Trento i la Contrareforma.
| Creences protestants sobre la salvació                                                         | | | |
| Aquesta taula resumeix les opinions clàssiques de tres Creences protestants sobre la salvació. | | | |
| Tema                                                                                           | Calvinisme | Luteranisme | Arminianisme |
| Voluntat humana                                                                                | Depravació total: La humanitat posseeix el "lliure albir", però està en esclavitud del pecat, fins que es "transforma". | Pecat original: La humanitat posseeix el lliure albir pel que fa als "béns i possessions", però és pecador per naturalesa i no pot contribuir a la seva pròpia salvació. | Depravació total: la humanitat posseeix la llibertat de la necessitat, però no la "llibertat del pecat" tret que ho permeti "gràcia prevenient". |
| Eleccions                                                                                      | Eleccions incondicionals.                                                                                               | Elecció incondicional. | Elecció condicional en vista de la fe o la incredulitat prevista.                                                                                |
| Justificació i expiació                                                                        | Justificació per la fe solament. Diverses opinions sobre l'abast de l'expiació.                                         | Justificació per a tots els homes, completada a la mort de Crist i efectiva mitjançant només la fe.                                                                      | La justificació va fer que fos possible per a tots mitjançant la mort de Crist, però només es va completar escollint la fe en Jesús.             |
| Conversió                                                                                      | Monergística, per mitjà de la gràcia, irresistible.                                                                     | Monergística, a través dels mitjans de gràcia, resistible. | Sinèrgica, resistible per la gràcia comuna del lliure albir.                                                                                     |
| Perseverança i apostasia                                                                       | Perseverança dels sants: els eternament elegits en Crist certament perseveraran en la fe.                               | La caiguda és possible, però Déu dona assegurança de l'evangeli. | La preservació està condicionada a la fe continuada en Crist; amb la possibilitat d'una apostasia.                                               |

## Expansió del Luteranisme
La nova religió es va difondre ràpidament a partir de 1517 per l'Imperi Germànic, malgrat que part de les autoritats no eren d'acord amb aquesta nova branca del cristianisme.
A causa d'aquesta divisió, l'any 1521 va tenir lloc la Dieta de Worms, una reunió on es va discutir què fer amb el cas del protestantisme i amb la nova religió de Luter, per evitar que aquest assumpte portés a un conflicte més gran o, fins i tot, a una guerra. Davant d'això, el mateix any, es va promulgar l'Edicte de Worms, que condemna aquesta nova religió i el seu creador, i que prohibeix la difusió de les seves idees. Tanmateix, aquest edicte no va impedir que molts creients van continuar practicant el luteranisme.
Aquesta nova forma de cristianisme es va estendre perquè altres països i comunitats van començar a adoptar-la també. Tanmateix, com que Carles V hi estava en desacord, van acabar succeint guerres religioses i conflictes. L'any 1546 va esclatar la primera guerra religiosa que va seguir amb altres conflictes. Encara que Carles V intentés arribar a un acord per poder mantenir la pau entre els dos bàndols, els conflictes van continuar. Davant d'aquesta situació, es va dur a terme la Pau d'Augsburg, firmada per l'arxiduc Ferran d'Àustria. Aquest tractat es va signar el setembre de 1555 i es va fer amb la intenció de calmar els conflictes i donar llibertat als seguidors del luteranisme. No s'aixecaria el control ni les conquestes que ja havien aconseguit els protestants, però tampoc es permetrien noves conversions i atacs a la religió catòlica. Carles V va comprometre’s a acceptar el luteranisme i el dret a què cada persona practiqués la religió en la qual creia. Tanmateix, el lema del Tractat era cuius regio, eius religio, que obligava la població de cada territori a seguir la religió del príncep. Per tant, aquest tractat no donava llibertat de religió als ciutadans, sinó que permetia que el príncep de cada territori imposés la seva confessió, als seus ciutadans. Es respectava, però, l'ius emigrandi: la població luterana que es trobés en territori catòlic o la població catòlica que es trobés en territori luterà podia emigrar a nous llocs on les autoritats compartissin la seva fe sense cap impediment.